# Coppa Italia 2023-2024 (hockey su pista)
La Coppa Italia 2023-2024 è stata la 54ª edizione della principale coppa nazionale italiana di hockey su pista. La competizione ha avuto luogo con la formula del torneo a eliminazione diretta dal 30 gennaio al 24 marzo 2024; le semifinali e la finale sono state disputate presso il PalaForte di Forte dei Marmi  .
Il trofeo è stato conquistato dal Forte dei Marmi per la seconda volta nella sua storia.

## Squadre partecipanti
| Qualificazione                                   | Club            |
| ------------------------------------------------ | --------------- |
| 1ª classificata in Serie A1 nel girone di andata | Forte dei Marmi |
| 2ª classificata in Serie A1 nel girone di andata | Trissino        |
| 3ª classificata in Serie A1 nel girone di andata | Follonica       |
| 4ª classificata in Serie A1 nel girone di andata | Sarzana         |
| 5ª classificata in Serie A1 nel girone di andata | Amatori Lodi    |
| 6ª classificata in Serie A1 nel girone di andata | Valdagno        |
| 7ª classificata in Serie A1 nel girone di andata | Grosseto        |
| 8ª classificata in Serie A1 nel girone di andata | Montebello      |

## Risultati

### Tabellone
|  | Quarti di finale | Quarti di finale | Quarti di finale |           |           | Semifinali      | Semifinali | Semifinali |  |  | Finale | Finale          | Finale |
|  |                  |                  |                  |           |           |                 |            |            |  |  |        |                 |        |
|  | 1                | Forte dei Marmi  | 4                |           |           |                 |            |            |  |  |        |                 |        |
|  | 8                | Montebello       | 0                |           |           |                 |            |            |  |  |        |                 |        |
|  | 8                | Montebello       | 0                |           | 1         | Forte dei Marmi | 3          |            |  |  |        |                 |        |
|  |                  |                  |                  |           | 1         | Forte dei Marmi | 3          |            |  |  |        |                 |        |
|  |                  | 5                | Amatori Lodi     | 2         |           |                 |            |            |  |  |        |                 |        |
|  | 4                | 5                | Amatori Lodi     | 2         | Sarzana   | 2               |            |            |  |  |        |                 |        |
|  | 4                |                  |                  |           | Sarzana   | 2               |            |            |  |  |        |                 |        |
|  | 5                | Amatori Lodi     | 3                |           |           |                 |            |            |  |  |        |                 |        |
|  |                  |                  |                  |           |           |                 |            |            |  |  | 1      | Forte dei Marmi | 2      |
|  |                  |                  | 3                | Follonica | 1         |                 |            |            |  |  |        |                 |        |
|  | 2                | Trissino         | 5                |           |           |                 |            |            |  |  |        |                 |        |
|  | 7                | Grosseto         | 3                |           |           |                 |            |            |  |  |        |                 |        |
|  | 7                | Grosseto         | 3                |           | 2         | Trissino        | 1          |            |  |  |        |                 |        |
|  |                  |                  |                  |           | 2         | Trissino        | 1          |            |  |  |        |                 |        |
|  |                  | 3                | Follonica        | 5         |           |                 |            |            |  |  |        |                 |        |
|  | 3                | 3                | Follonica        | 5         | Follonica | 5               |            |            |  |  |        |                 |        |
|  | 3                |                  |                  |           | Follonica | 5               |            |            |  |  |        |                 |        |
|  | 6                | Valdagno         | 1                |           |           |                 |            |            |  |  |        |                 |        |

### Quarti di finale
| Arbitri: | Massimiliano Carmazzi (Viareggio) Franco Ferrari (Viareggio) |

|                                                                       |            |                    |
| O. Bonarelli 18'16" 19'49" F. Montigel 23'26" 38'23" D. Banini 35'43" | Marcatori  | 34'09" A. Borregan |
| S. Silva                                                              | Allenatori | L. Chiarello       |

| Arbitri: | Alessandro Eccelsi (Novara) Alfonso Rago (Giovinazzo) |

|                                                                             |            |                                             |
| D. Gavioli 15'22" A. Malagoli 23'30" G. Cocco 39'39" 57'24" D. Neves 57'36" | Marcatori  | 14'38" A. Franchi 34'32" 35'20" P. Saavedra |
| T. Sousa                                                                    | Allenatori | M. Achilli                                  |

| Arbitri: | Claudio Ferraro (Bassano del Grappa) Marco Rondina (Vercelli) |

|                                  |            |                                                         |
| F. Ortiz 27'41" J. Garcia 35'34" | Marcatori  | 22'23" F. Fernandes 42'02" A. Fantozzi 43'39" P. Nájera |
| P. De Rinaldis                   | Allenatori | P. Bresciani                                            |

| Arbitri: | Matteo Galoppi (Follonica) Louis Hyde (Breganze) |

|                                                                   |            |         |
| E. Torner 9'40" P. Gil 15'18" F. Ambrosio 26'13" J. Galbas 30'35" | Marcatori  |         |
| A. Bertolucci                                                     | Allenatori | M. Zini |

### Semifinali
| Arbitri: | Alessandro Eccelsi (Novara) Joseph Silecchia (Giovinazzo) |

|                  |            |                                                                   |
| J. Méndez 33'27" | Marcatori  | 5'44" 30'48" 46'18" M. Pagnini 35'35" F. Pagnini 37'11" D. Banini |
| T. Sousa         | Allenatori | S. Silva                                                          |

| Arbitri: | Simone Brambilla Alfonso Rago (Giovinazzo) |

|                                                          |            |                                          |
| E. Cinquini 19'55" F. Compagno 20'54" F. Ipiñazar 58'14" | Marcatori  | 9'34" F. Fernandes 20'06" L. Giovannetti |
| A. Bertolucci                                            | Allenatori | P. Bresciani                             |

### Finale
| Arbitri: | Alessandro Eccelsi (Novara) Joseph Silecchia (Giovinazzo) |

|                                     |           |                  |
| F. Compagno 21'39" E. Torner 39'51" | Marcatori | 39'43" D. Banini |

| Forte dei Marmi       |    |                    |
|                       |    |                    |
| P                     | 22 | Riccardo Gnata     |
| E                     | 55 | Joan Galbas Pedrol |
| E                     | 77 | Francesco Compagno |
| E                     | 87 | Francisco Ipiñazar |
| E                     | 99 | Enric Torner       |
| E                     | 5  | Federico Ambrosio  |
| E                     | 9  | Pedro Gil Gómez    |
| E                     | 26 | Elia Cinquini      |
| E                     | 57 | Francesco Rossi    |
| P                     | 35 | Mattia Taiti       |
| Allenatore:           |    |                    |
| Alessandro Bertolucci |    |                    |

| Follonica    |    |                   |
|              |    |                   |
| P            | 29 | Leonardo Barozzi  |
| E            | 5  | Davide Banini     |
| E            | 7  | Federico Pagnini  |
| E            | 9  | Marco Pagnini     |
| E            | 75 | Fernando Montigel |
| E            | 4  | Federico Buralli  |
| E            | 49 | Mattia Maldini    |
| E            | 57 | Oscar Bonarelli   |
| E            | 77 | Claudio Bracali   |
| P            | 11 | Marco Mugnaini    |
| Allenatore:  |    |                   |
| Sérgio Silva |    |                   |